# La Bassée
La Bassée (Nederlands: Basse) is een gemeente in het Franse Noorderdepartement (Frans: département du Nord) (regio Hauts-de-France). De gemeente telde op 1 januari 2022 6.678 inwoners en maakt deel uit van het arrondissement Rijsel. La Bassée ligt aan het Canal d'Aire.

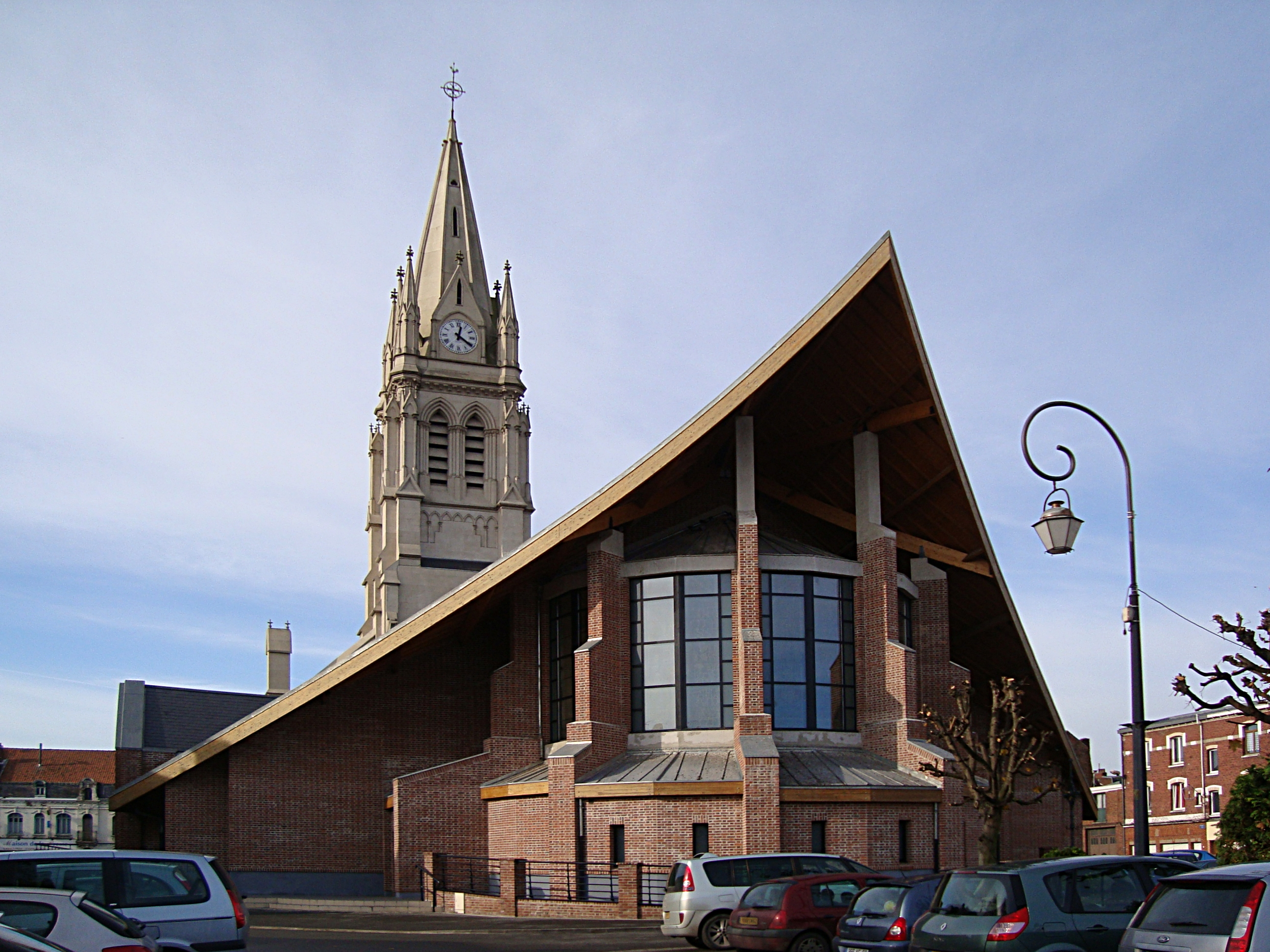
Église Saint-Vaast

## Geschiedenis

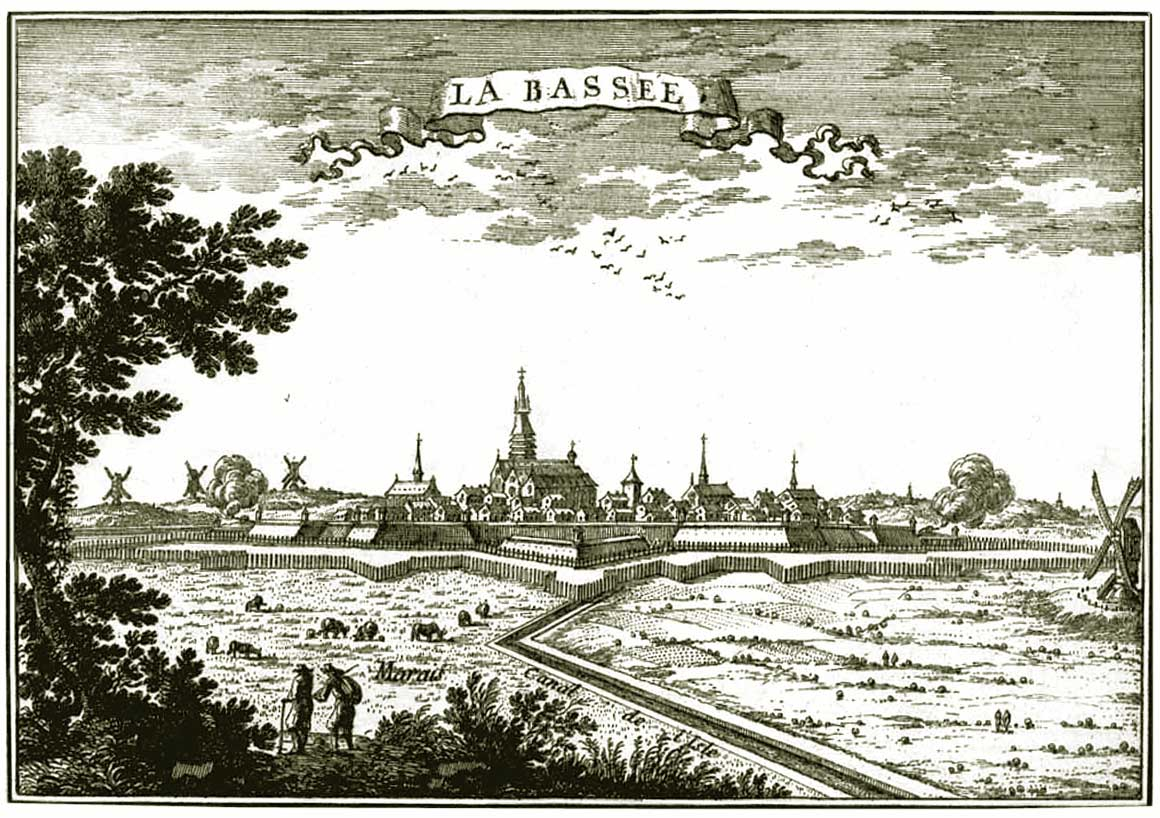
La Bassée en zijn voormalige vestingen

De stad kende in zijn geschiedenis een bewogen militaire geschiedenis, en werd regelmatig betwist tussen Frankrijk en Vlaanderen. In de middeleeuwen werd La Bassée een vooruitgeschoven, versterkte Vlaamse stad. In de 16de eeuw behoorde de stad tot de Spaanse Nederlanden. Met de Vrede van Aken in 1668 kwam de stad in Franse handen en werden de vestingen gesloopt. Met de Vrede van Utrecht kwam de stad in 1713 definitief in Franse handen.
In de Eerste Wereldoorlog lag La Bassée dicht bij het front.

## Geografie
De oppervlakte van La Bassée bedroeg op 1 januari 2022 3,54 vierkante kilometer; de bevolkingsdichtheid was toen 1.886,4 inwoners per km².

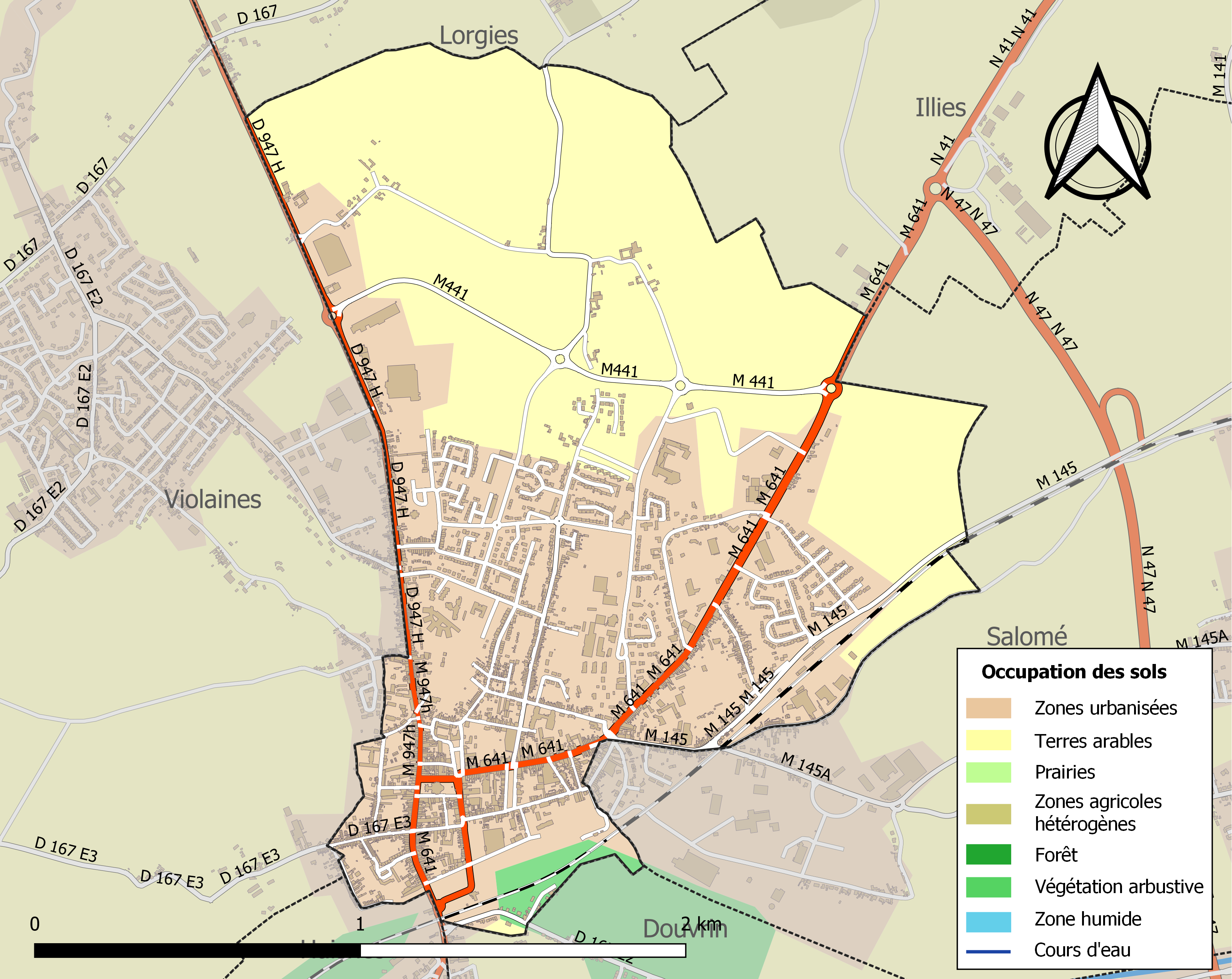
Kaart van de gemeente met belangrijkste infrastructuur, bodemgebruik en omliggende gemeenten

## Bezienswaardigheden
- De Église Saint-Vaast
- Op de gemeentelijke Begraafplaats van La Bassée bevinden zich meer dan tien Britse oorlogsgraven uit de Tweede Wereldoorlog.

## Demografie
Onderstaande figuur toont het verloop van het inwonertal (bron: INSEE-tellingen).

## Geboren in La Bassée
- René Féret (1945), Frans filmregisseur
- David Pollet (1988), Belgische prof voetballer